# ヤマハ・FJR1300
FJR1300(エフジェイアールせんさんびゃく)とは、2001年にヤマハ発動機が主に欧州・米国向けに販売を開始したオートバイ(大型自動二輪車)である。

## 概要
FJという名称が用いられているように、用途やマーケットによる分類としては同社の大型自動二輪車であるFJ1100・FJ1200の後継機にあたるが、車体やエンジンは全面的に新設計されている。
タンデムライドで10日間、3000キロメートルを快適に走行できる、という欧州のツーリングライダーがオートバイに要求するひとつの基準を満たすためにツーリングを、そしてタンデムした上でワインディングロードを最高に楽しめるツアラーとして開発が行われた。従来のFJをそのように全面新設計した結果、ドイツMOTORRAD誌においては2001年ベストツーリングモーターサイクル賞を受賞するといった好評を得て、欧州での年間8万台程度の市場で6400台に上る販売台数を達成した。

## 車両解説
FJで用いられてきた空冷エンジンと決別し、水冷エンジンとして全面新設計が行われた。ヤマハ・YZF-R1などのスーパースポーツ車両で培われたメッキシリンダーや軽量ピストン技術に2軸バランサーを組み合わせ、低振動でありながら滑らかに回るエンジンとして設計された。燃料供給にはインジェクションを採用し、三元触媒などを搭載することによってヨーロッパの環境基準EU-2を達成している。
アルミダイキャストフレームを採用し、利点である設計自由度の高さを生かしエンジン冷却のための導入路となる機能を盛り込んだヘッド部からピボットセクションまでがS字に接合される形状に設計された。サスペンションにはフロントに⌀48mmの大径テレスコピック式正立フォークを採用し、リアにはタンデムや積載時の即座の調整に対応できる、手元で調整が可能なリモコン式アジャスタブルモノショックが採用された。
また、欧州で人気の高いツアラーであるBMWのBMW・R1100RTなどと同様に電動で角度調整可能なウィンドスクリーン、専用設計のパニアケースを標準装備している。

## 遍歴
FJR1300は、開発者が「10年単位で熟成し育てていきたい」と話している通り、高い頻度で各部への改良が行われている。

### 2001年仕様
以下のカラーバリエーションで発売された。
- █ブラック
- █ディープパープリッシュブルーメタリック
- █シルバーメタリック

### 2002年仕様
2002年仕様では、フロントフェンダーおよびアンダーカウルの形状変更、速度計デザイン変更をはじめ、主に防水対策を中心とした改良が行われ、カラーバリエーションが以下のように改められた。
- █ディープパープリッシュブルーメタリック
- █シルバーメタリック
- █ダルレッドメタリック

### 2003年仕様
2003年よりABSを搭載したFJR1300Aがラインナップに加わり、通常仕様と併売が行われるようになった。販売価格は1,430,000円（税込）。共通の変更点としては本年度仕様よりキー連動タイプの盗難防止イモビライザーが搭載されるようになった点や、カウルインナーパネル左側へ施錠にソレノイドを利用し、シリンダーにキーを挿入したニュートラルの場合に開閉が可能になる小物入れを追加、フロントウィンカーがビルトインタイプに変更、フロントディスクの⌀320 mm化、ウィンドスクリーンのサイズ拡大等が挙げられる。
また、カラーバリエーションが以下のように改められた。
- █ブルーイッシュシルバー4
- █ダークパープリッシュブルーメタリックL
- █ブルーイッシュグレーメタリック3

### 2005年仕様
カラーバリエーションが以下のように改められた。
- ██シルバーメタリック1
- █ダークパープリッシュブルーメタリックL
- █ブルーイッシュシルバー4

### 2006年仕様
2006年モデルチェンジが行われ、ABSを装備したFJR1300Aが通常仕様になり、それと同時に発進時やギアチェンジにクラッチ操作が不要になる電子制御式クラッチYCC-Sを搭載したFJR1300ASが併売されるようになった。この機構を搭載することによってクラッチレバーが撤去され、エンジン回転数やスロットル開度に応じた最適なクラッチ操作が自動で行なわれ、ギアチェンジの際には従来のシフトペダル、あるいは左スイッチボックスに設置されたハンドシフトスイッチでの操作が可能になった。なお、日本国内では電子制御式クラッチYCC-Sを搭載したFJR1300ASはクラッチレバーがないものの、総排気量が650 ccを超えているため、2019年12月1日より前はAT限定の大型自動二輪車免許では運転することができなかった。
車体構成に対する改良点としてはラジエーター形状が変更され、従来のフラットタイプからラウンドタイプにファンを2基設置したものへ変更され、停車時や渋滞走行での排熱性能が高められた。これに付随してカウル形状も再検討され、排熱された温風による影響を受けにくくするためにエアインレット形状が改められた他、走行時のウインドプロテクションを高めるため電動可変式スクリーンの可動幅を80mmから130mmへと拡大、膝や腹部への走行風巻き込みを防止するために可動式ミドルカウルが新たに搭載された。また、可変式ライディングポジション機構としてハンドル位置、シート高を搭乗者に応じて変更することが可能になり、この他メーターパネルの改善や12V電源ソケットの搭載、グリップヒーターなど、さまざまな方向から快適性の向上に対する改良が行われた。
車体の一新にあわせてカラーバリエーションは以下のように改められた。
- ██ダークパープリッシュブルーメタリックU
- █ブルーイッシュシルバー4
- █イエロイッシュグレーメタリック9

### 2007年仕様
カラーバリエーションが以下のように改められた。
- ██ダークグレイッシュレッドメタリック3
- ██ブルーイッシュシルバー4
- ██ダークパープリッシュブルーメタリックU

### 2008年仕様
2008年仕様よりパニアケースがオプションとなり、車両価格がFJR1300Aで1,501,500円(税込)、FJR1300ASで1,659,000円(税込)へと引き下げられた。ABSは熟成を重ね、従来の2モードから3モードの油圧制御となりきめ細かい調整が可能になり、ウィンドウシールドの支持方式の改良と表面コーティングの強化がなされたほか、カラーバリエーションが以下のように改められた。
- █ダークグレイメタリックG
- ██シルバー3
- ██ブラックメタリックX

### 2009年仕様
カラーバリエーションが以下のように改められた。
- ██ライトイエロイッシュグレーメタリック9
- █ブラックメタリックX
- ██ダークグレイメタリックA

### 2011年仕様
カラーバリエーションが以下のように改められた。
- █シルバー3
- █ブラックメタリックX

### 2013年仕様
カラーバリエーションが以下のように改められた。
- █ベリーダークオレンジメタリック1
- █イエローイッシュグレーメタリック5
- █ブラックメタリックX

### 2014年仕様
以前から日本国内では並行輸入による車両が販売されていたが、2013年の法改正により騒音対策において欧州仕様との共通化が可能になったことから、2013年12月10日よりA/ASとも日本国内仕様が正式発売される。車体色はA/ASそれぞれベリーダークオレンジメタリック1とイエローイッシュグレーメタリック5の2色展開。最大出力と最大トルクは日本国外仕様と同じカタログ数値。両モデルともクルーズコントロールを装着し、電動調整サスペンションはASのみ搭載するのも日本国外仕様と同じ。

### 2016年仕様
2016年7月25日にモデルチェンジが行われた。エンジンを平成28年排出ガス規制に対応させ、ギアを5速から6速に変更し、灯火類は全てLEDに変更された。

### 2018年仕様
2018年2月8日、カラーリングの変更が発表された。
2021年12月20日、20th Anniversary Edition の発売とともに、国内モデルの生産が終了となることが発表された。

## 警察車両
欧州各国では用途と設計との親和性の高さから、警察車両などに採用されている事例が多い。2014年より、日本の警察でも導入されている。なお、白バイ仕様も民生仕様も性能に全く変わりはなく、違いは警察公務用装備(警光灯、サイレンアンプ、無線機、ストップメーター)が追加されているだけ。

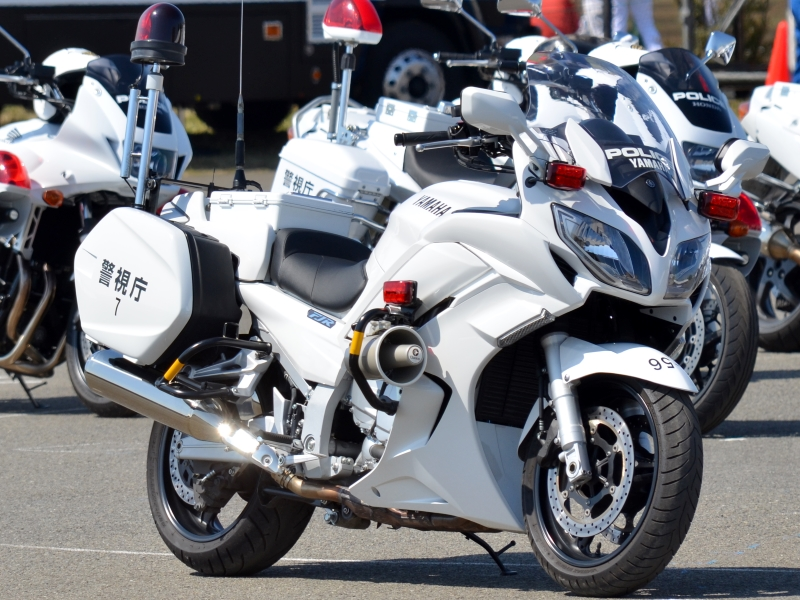
警視庁のFJR1300P （2014年型）
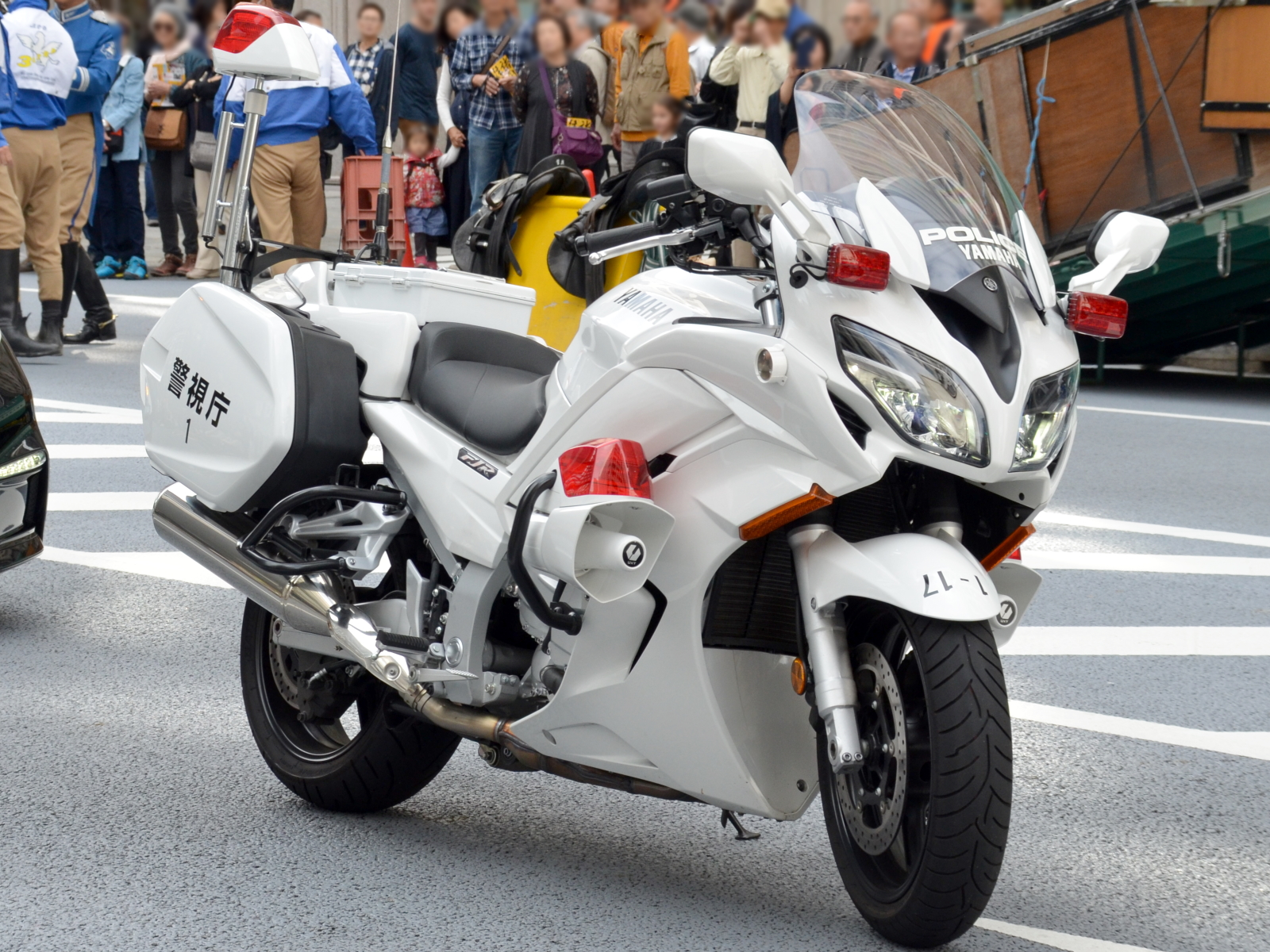
警視庁のFJR1300P （2016年型）

## 参考画像

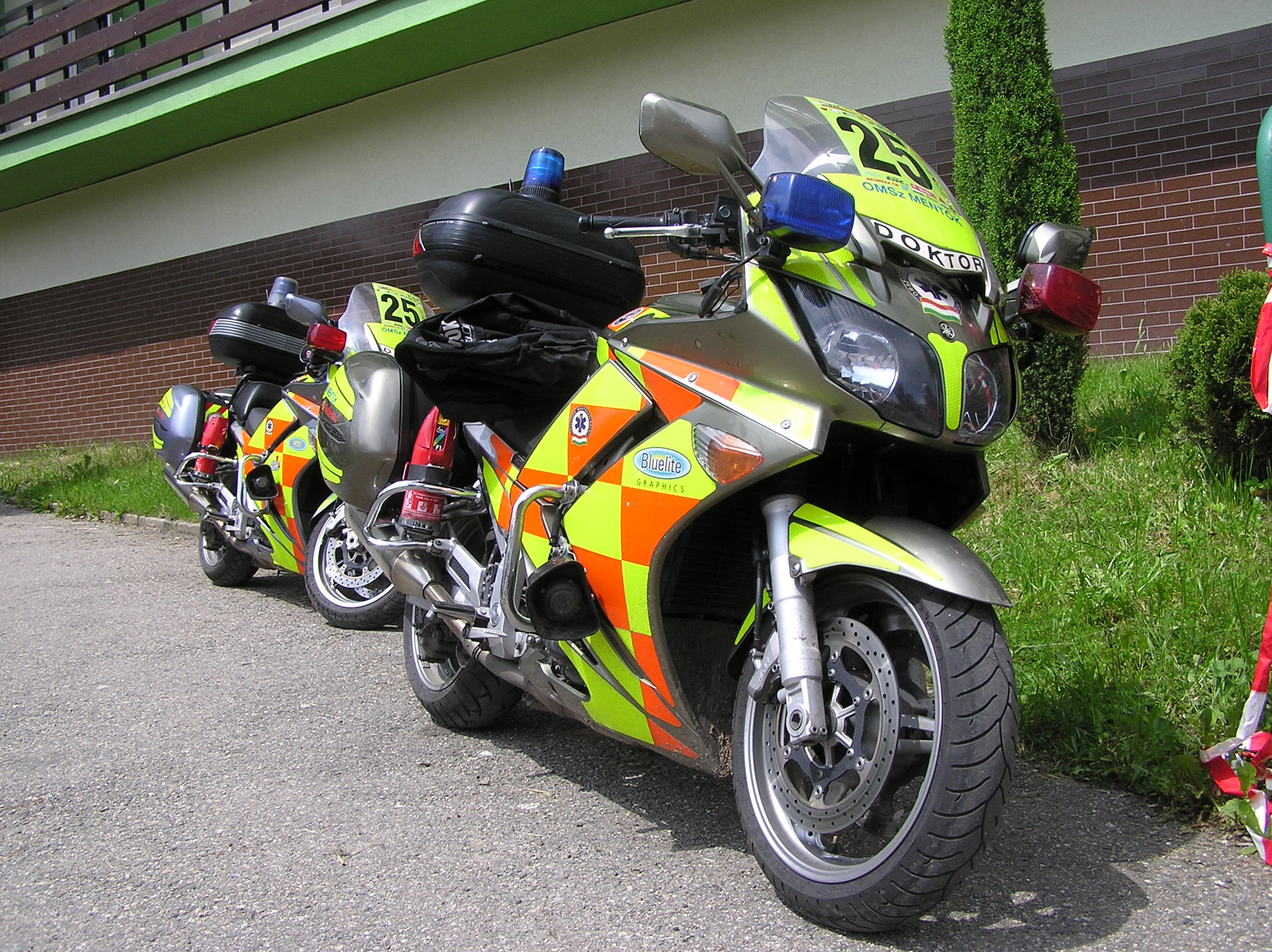
イギリス、ウェスト・ミッドランズでドクターバイクとして運用されているバッテンバーグマーキング（英語版）を施されたFJR1300
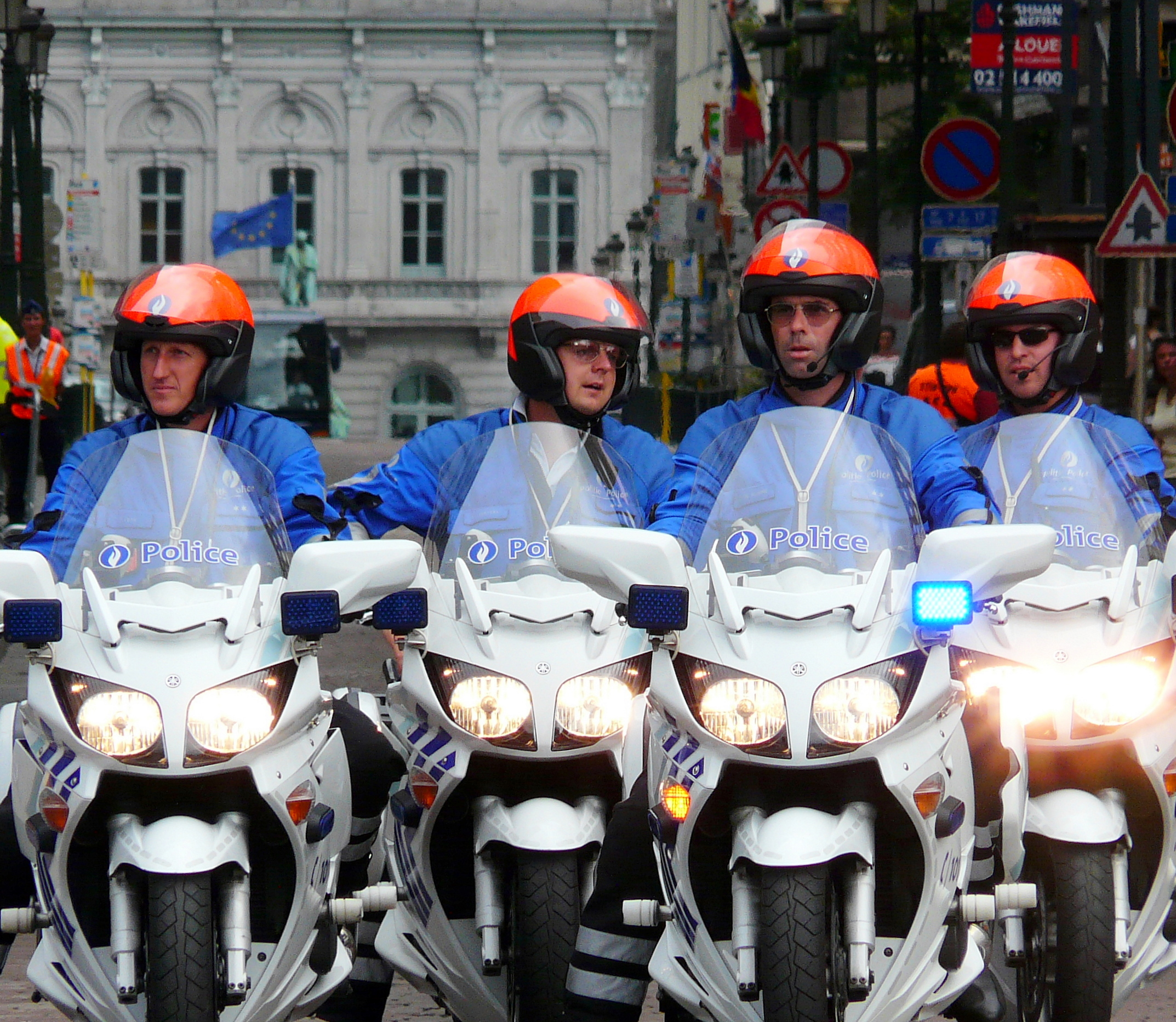
ベルギー、ブリュッセルで警察車両として運用されているFJR1300
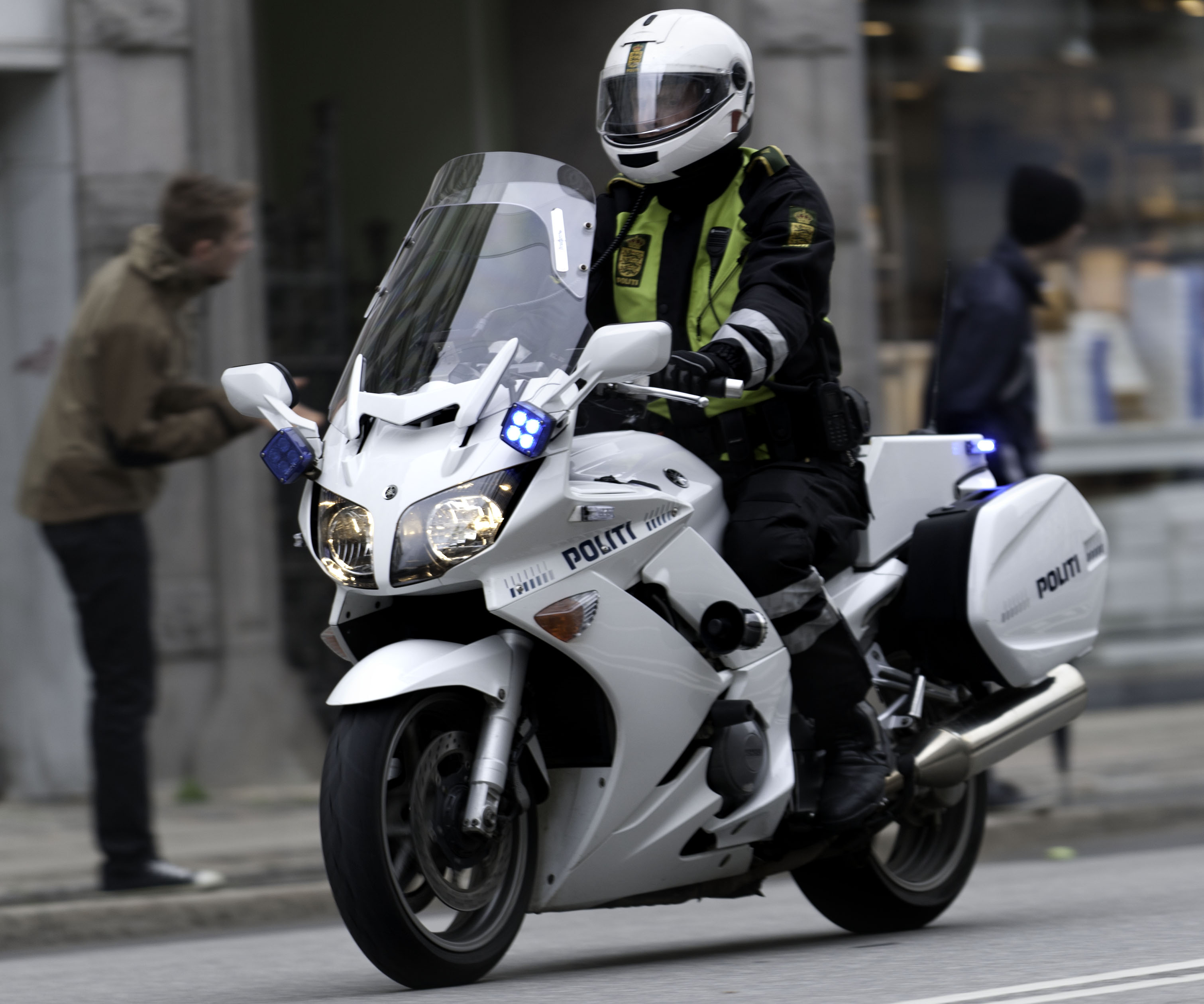
デンマーク、コペンハーゲンで警察車両として運用されているFJR1300